# История Хабаровска
Город Хабаровск был основан в 1858 году по приказу генерал-губернатор Восточной Сибири Николая Николаевича Муравьёва.
С 1880 года — город Хабаровск, административный центр Приморской области, с 1884 года — административный центр Приамурского генерал-губернаторства. В Хабаровск переименован в 1893 году. В ноябре 1922 года в составе Дальневосточной республики вошёл в РСФСР. С 1926 года город являлся административным центром Дальневосточного края РСФСР, с 1938 года — Хабаровского края. 
С 2002 до 2018 года являлся центром Дальневосточного федерального округа, здесь также располагается федеральное Министерство по развитию Дальнего Востока, штаб Восточного военного округа и около 200 региональных органов федеральной власти и управления. Город является членом Ассоциации сибирских и дальневосточных городов. Хабаровск — «Город воинской славы».

## Основание города

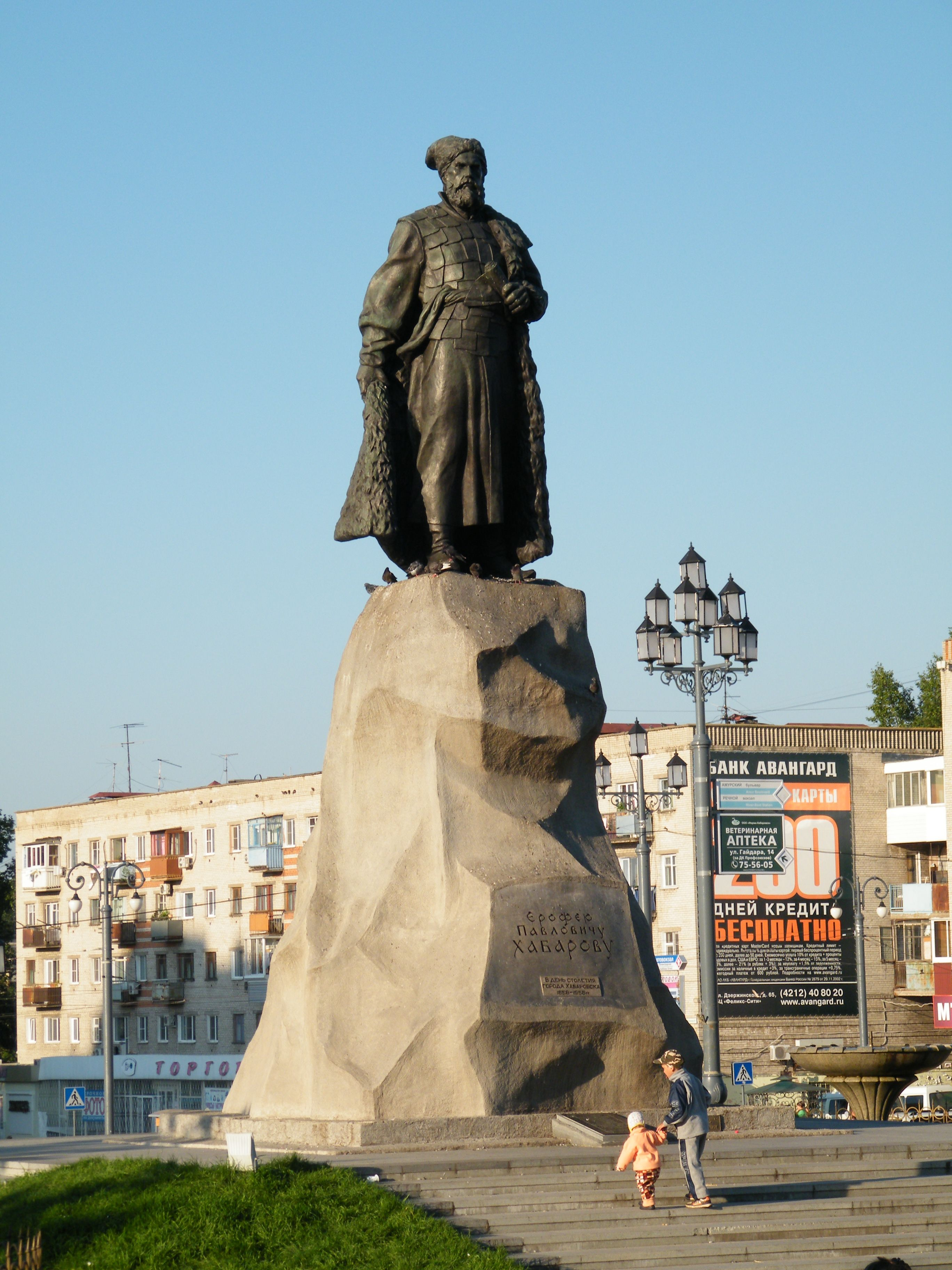
Памятник Ерофею Хабарову на Вокзальной площади

Мемориал в честь солдат 13-го линейного Сибирского батальона, высадившихся на этом месте 3 июля (21 июня) 1858 года в с. Хабарово/Хабаровка

Памятник первостроителю Хабаровска капитану Дьяченко

До середины XIX века территория нынешнего Хабаровска, в соответствии с Нерчинским договором, находилась на нейтральной территории, не разграниченной между Цинской империей и Российской. В 1858 году в китайском городе Айгунь между представителями империи Цин и Российской империи начались переговоры об определении принадлежности спорных территорий. С российской стороны их вёл генерал-губернатор Восточной Сибири Николай Николаевич Муравьёв, с китайской — амурский главнокомандующий Ишань. 16 мая (28 мая по новому стилю) 1858 года был подписан Айгунский договор, в соответствии с которым весь левый берег Амура переходил во владение Российской империи, правый берег до реки Уссури переходил во владение Китая, а Уссурийский край от впадения Уссури в Амур до моря был объявлен пребывающим «в общем владении» до определения границ.
После подписания договора, по приказу Муравьёва для основания поселений по Амуру был отправлен 13-й Сибирский линейный батальон под командованием капитана Якова Дьяченко. В приказе Якову Дьяченко было поручено «заведование 2-м отделением Амурской линии, к которому присоединяются поселения наши по Уссури под гласным начальством военного губернатора Приморской области г. контр-адмирала Казакевича». Этим же приказом Муравьёв предписывал Дьяченко и командиру Амурского пешего казачьего батальона есаулу Помпею Пузину заботиться о здоровье переселенцев.
Краевед и военный топограф, член РГО, почётный член ВООПИиК Григорий Лёвкин считал, что основателем Хабаровска является не Яков Дьяченко, а генерал-губернатор Восточной Сибири Николай Муравьёв. Муравьёв прибыл на Усть-Уссурийский пост Казакевичева 31 мая (12 июня по новому стилю) 1858 года и убедился в недостаточности территории для размещения около устья реки Уссури селения, выбрав другое место, указанное Муравьёву в феврале 1854 года Г. И. Невельским.
31 мая по старому стилю — считается днём основания Хабаровска и празднуется ныне как День города.
3 июня 1858 года 13-й линейный батальон отправился из станции Усть-Зейской (ныне город Благовещенск) в селение Хабаровка. Именно 3 июня 1858 года Н. Н. Муравьёв окончательно принял решение о месте расположения 13-го линейного батальона около деревни Бури на реке Амур.
Только 21 июня 1858 года 13-й Сибирский линейный батальон во главе с Яковом Дьяченко высадился на берегу Амура для строительства Хабаровки — названного так в честь землепроходца XVII века Ерофея Хабарова. Капитан Дьяченко никак не мог оказаться на Амурском утёсе, куда поместил его писатель Николай Наволочкин 19 мая 1858 года (ссылаясь, что это дата по старому летосчислению, и прибавляя 12 дней, получая 31 мая).
Постовая команда в Хабаровке и пост Хабаровка появились после Именного Указа Российского императора Александра II от 18 апреля 1867 года.

## Хабаровка
В 1859 году чиновник особых поручений в штабе Муравьёва Бронислав Кукель довёл до Хабаровки навербованных переселенцев и штрафованных солдат.
В 1860—1861 годах в ходе исследования недавно приобретённой Амурской области в Хабаровке побывал Сергей Максимов.
В 1864 году военным топографом Михаилом Любенским был сделан первый план застройки будущего города, по которому центральной улицей стала Береговая (ныне ул. Шевченко). К 1865 году в Хабаровке насчитывалось 1294 жителя — в основном солдаты и офицеры 13-го Восточно-Сибирского линейного батальона. Исторической частью городской застройки, где появились первые улицы, первые кварталы, стали три гряды дальних отрогов Сихотэ-Алиня. Первые жители называли их «горами» — Военная гора (ныне улица Серышева), Артиллерийская гора (ныне улица Ленина) и Средняя гора (ныне улица Муравьёва-Амурского).
Первоначально в Хабаровке были построены здания военного назначения. Уже через пять лет с момента основания в Хабаровке было 167 строений, среди них — дом военачальника, казарма, провиантские склады, жилые дома и торговые лавки. Благодаря очень удобному расположению в месте слияния рек Амур и Уссури, Хабаровка начала очень быстро развиваться. Вслед за военными поселенцами, начали прибывать и гражданские — среди них были уроженцы Забайкалья, Сибири, Оренбургской, Пермской, Казанской, Курской, Нижегородской, Киевской, Бессарабской и Рязанской губерний, Москвы и Петербурга. Военные и чиновники обычно приезжали в Хабаровку на несколько лет за льготной выслугой и повышением в чине. Солдаты, казаки, купцы, ремесленники и крестьяне оставались надолго или навсегда. Основными занятиями в это время были пушной и рыбный промыслы и неэквивалентный обмен с коренными жителями; эти занятия считались очень прибыльными делами, привлекавшими многих людей. Переселенцам бесплатно предоставлялись плодородные земли, что также способствовало переезду в Хабаровку новых жителей.
В составе Амурской духовной миссии, центр которой находился в Благовещенске, был образован Среднеамурский стан для обращения в христианство нанайцев (гольдов, как их тогда называли), проживавших по Амуру от Хабаровки до Софийска.
В административном отношении Хабаровка подчинялась Софийскому округу с центром в городе Софийск (ныне село), входившему в Приморскую область Восточно-Сибирского генерал-губернаторства. В конце 1860-х годов в Хабаровке размещается Амурская инженерная дистанция, в 1870-е годы туда переводится артиллерийское хозяйство, чьи здания до сих пор сохранились в городе.
В 1873 году в Хабаровке была открыта первая начальная школа. В том же году Хабаровку посетил первый высокий гость — Великий князь Алексей Александрович. В честь его посещения самая первая и главная улица Хабаровки была названа Алексеевской (ныне улица Шевченко), а первое учебное заведение, начальное училище, открытое в 1875 году — Алексеевским.

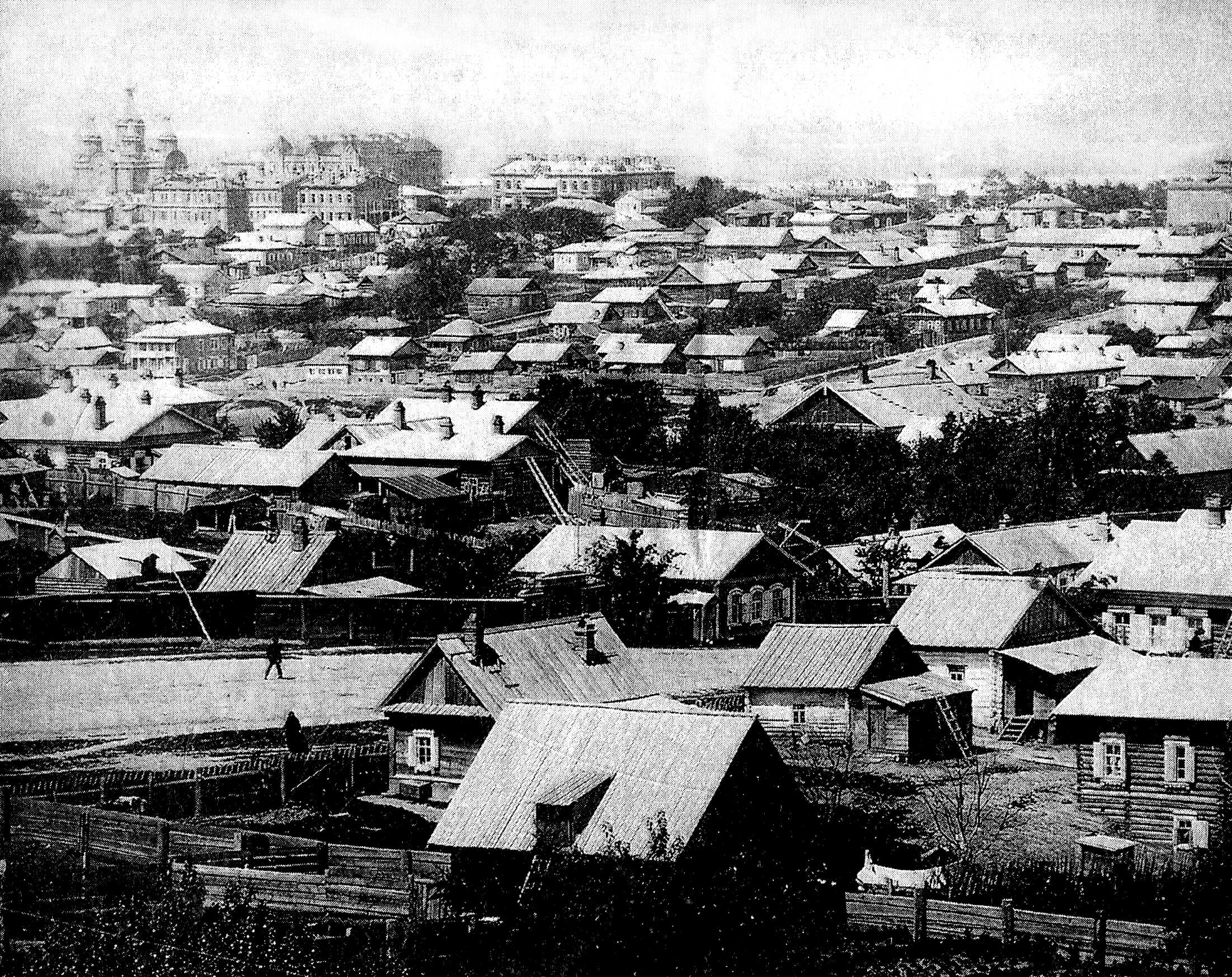
Хабаровск в 1890-х годах.

Самый первый базар возник в 1877 году в устье реки Плюснинки, где сейчас находится Речной вокзал и назывался «нижний базар». Он просуществовал вплоть до 1960-х годов. Русско-китайский договор от 1881 года разрешал беспошлинную торговлю в зоне 50-вёрстной сухопутной границы и товары китайских и английских мануфактур можно было купить наполовину дешевле, чем в магазинах Кунста и Альберса.
К 1880 году, то есть спустя 22 года после основания, Хабаровка была уже довольно крупным поселением Приморской области — в ней проживало 2036 человек; из них 47,3 % — военных, 23 % — мещан, 21,3 % — иностранцев (в основном, китайских рабочих), 1,4 % — представителей коренного населения и 7 % — офицеров, духовенства, купечества, промышленников. Столицей области в то время был Николаевск, однако Хабаровка имела более выгодное географическое положение, так как находилась на перекрёстке всех путей сообщения от Владивостока и побережья. 10 мая (28 апреля по старому стилю) 1880 года пост Хабаровка был назначен центром Приморской области и преобразован в город.
В том же году областным землемером Поповым разрабатывается генеральный план города.
Спустя четыре года — 28 июня (16 июня по старому стилю) 1884 года — Восточно-Сибирское генерал-губернаторство было разделено на Иркутское генерал-губернаторство и Приамурское, административным центром которого стала Хабаровка.
В 1890 году в Хабаровке проездом на Сахалин сделал кратковременную остановку Антон Чехов.
10 июня (29 мая по старому стилю) 1891 года в Хабаровку во время своего кругосветного путешествия прибывает наследник российского престола Цесаревич Николай Александрович, будущий император Николай II, который пробыл в городе до утра 31 мая.
К его приезду было приурочено торжественное открытие памятника Н. Н. Муравьёву-Амурскому работы скульптора А.Опекушина, впоследствии снесённого при советской власти, которое состоялось 11 июня (30 мая по старому стилю).
В 1892 году организована крупная акционерная компания — «Амурское общество пароходства и торговли».

## Хабаровск
2 ноября (21 октября) 1893 год город был переименован в Хабаровск.
19 октября 1896 года заложен дендрарий.
14 января (2 января) 1894 год — в Хабаровске начали выходить «Приамурские ведомости» — одна из старейших газет Дальнего Востока.
22 апреля (10 апреля) 1894 год создан Приамурский (Хабаровский) отдел Русского Географического общества с музеем (ныне, Хабаровский краевой краеведческий музей) и библиотекой. 14 мая (2 мая) 1894 год император Николай II утвердил мнение Государственного совета об учреждении Приамурского отдела императорского Русского географического общества.
1 мая (19 апреля) 1894 год открыт музей Приамурского отдела РГО, ныне Хабаровский краевой краеведческий музей.
В следующем году, 6 октября 1895, было открыто первое профессиональное техническое училище — железнодорожное училище ведомства путей сообщения.
11 мая (29 апреля) 1896 год Софийская округа переименована в Хабаровскую округу, административный центр Хабаровской округи и окружное полицейское управление переведены из Софийска в Хабаровск.
13 сентября (1 сентября) 1897 год с Хабаровской железнодорожной станции отправился первый поезд — до Хабаровска вдоль реки Уссури была доведена Уссурийская железная дорога, соединив его с Владивостоком. Население города к тому времени составляло 14 900 человек.
1899 год — начало строительства оружейного завода «Арсенал». Сооружением завода руководил офицер болгарского происхождения С. Н. Ванков, сыгравший в дальнейшем важную роль в развитии городской инфраструктуры.
13 сентября (1 сентября) 1899 год — в Хабаровске открылась Амурско-Приморская выставка, на которой были представлены достижения края за 15 лет существования Приамурского генерал-губернаторства.
27 сентября (14 сентября) 1900 год — открыто Хабаровское реальное училище.
4 декабря (21 ноября) 1902 год — основаны артиллерийские мастерские.

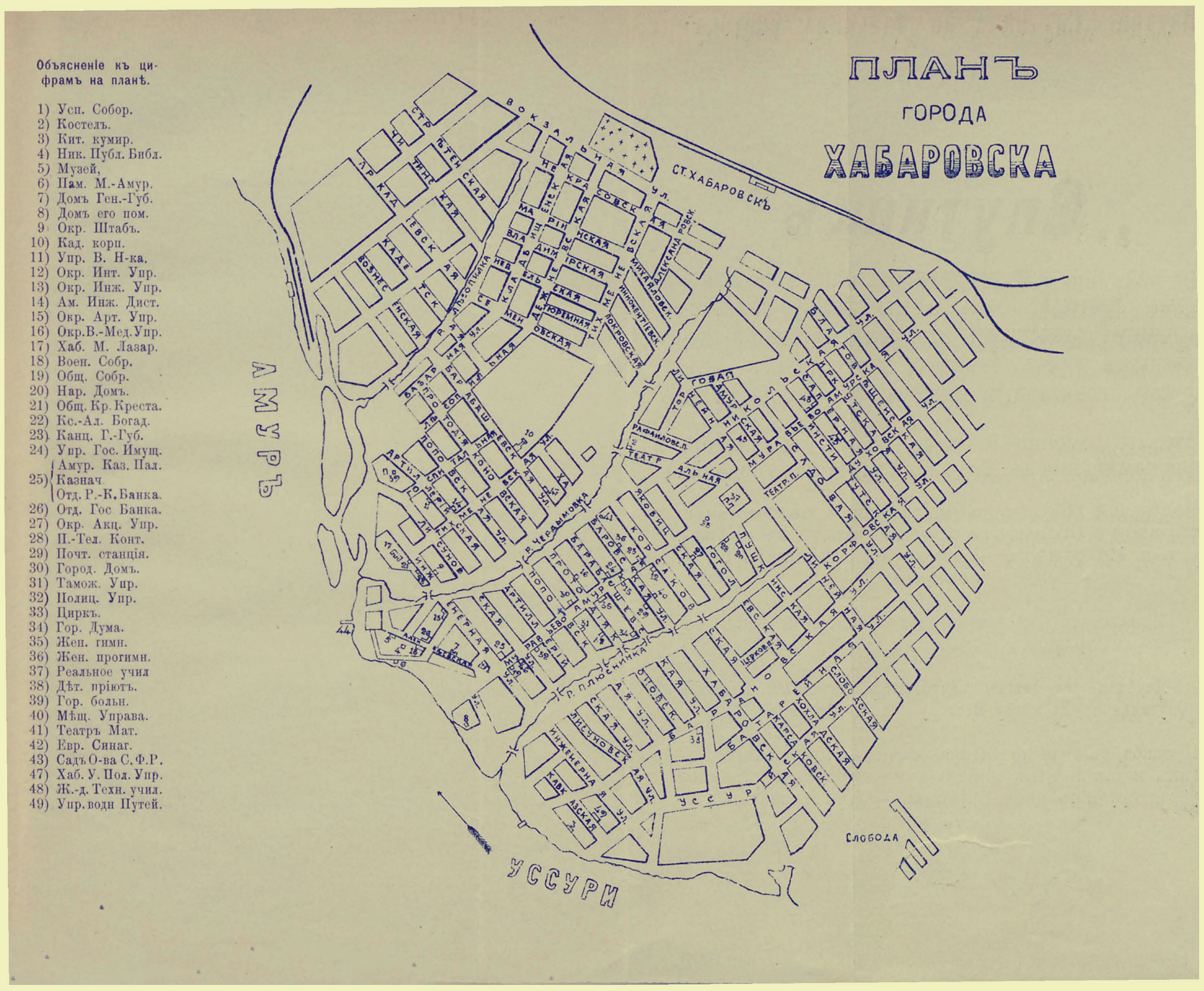
План города Хабаровска, 1911 год

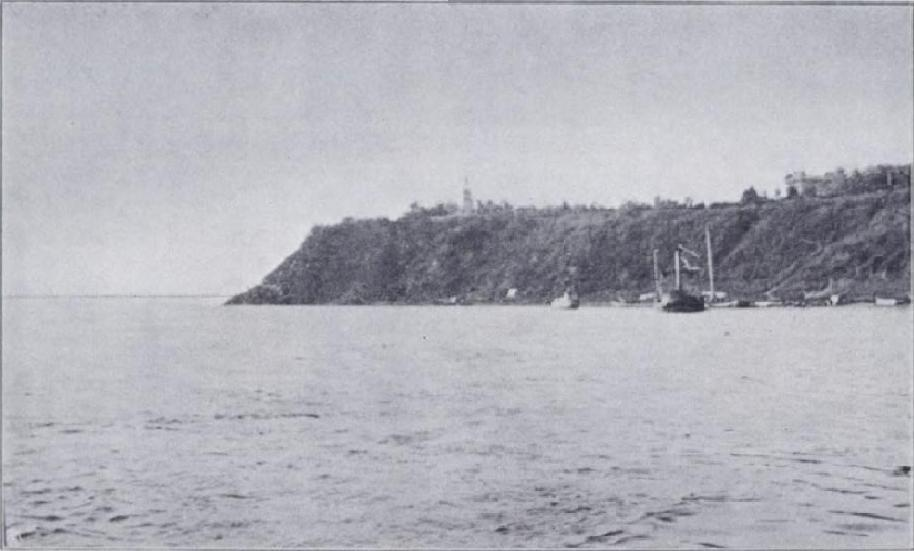
Вид на хабаровский утёс в 1900-х годах.

- 11 ноября (29 октября) 1905 год — первая стачка на военном заводе «Арсенал», поддержанная солдатами гарнизона[33].
- 15 ноября (2 ноября) 1905 год — митинг солдат Хабаровского гарнизона с требованием отправки домой[33].
- 11 декабря (28 ноября) 1905 год — железнодорожники Хабаровска присоединились к всероссийской политической стачке[33].
- 23 января (10 января) 1906 год — в Хабаровске приказом генерала Н. П. Линевича запрещены собрания, сходки и митинги, а также участие нижних военных чинов в любых обществах и союзах[34].
- 26 января (13 января) 1906 год — солдаты, в том числе и уволенные в запас, захватывают Народный дом им. Пушкина и выдвигают требования отмены военного положения и их быстрейшей отправки домой. Через несколько часов Народный дом очищен верными правительству войсками[34].
- 14 июля (1 июля) 1907 год — разогнан нелегальный митинг в окрестностях Хабаровска, последний в период Первой русской революции[35].
- 28 июля (15 июля) 1907 год — состоялся пуск первого городского водопровода День рождения водоканала..

В 1908 году началось создание базы Амурской флотилии.
21 апреля (8 апреля) 1912 год в Хабаровске учреждён отдел Императорского общества востоковедения.
В 1913 году, во время путешествия по Сибири, через Хабаровск проезжал Фритьоф Нансен.
28 июля (15 июля) 1913 год в Хабаровске открылась Выставка Приамурского края, посвящённая 300-летию Дома Романовых.
12 августа (30 июля) 1913 год близ Хабаровска торжественно заложено строительство Моста наследника Цесаревича Алексея Николаевича через реку Амур.
18 октября (5 октября) 1916 год — торжественным открытием было завершено строительство железнодорожного моста через Амур — Хабаровск соединился Амурской железной дорогой с Восточной Сибирью.
- Высочайшее повелѣніе, объявленное Министромъ Внутреннихъ Дѣлъ О переименованіи города Хабаровки въ городъ Хабаровск от 21 октября 1893 года

## Февральская революция, двоевластие (1917)

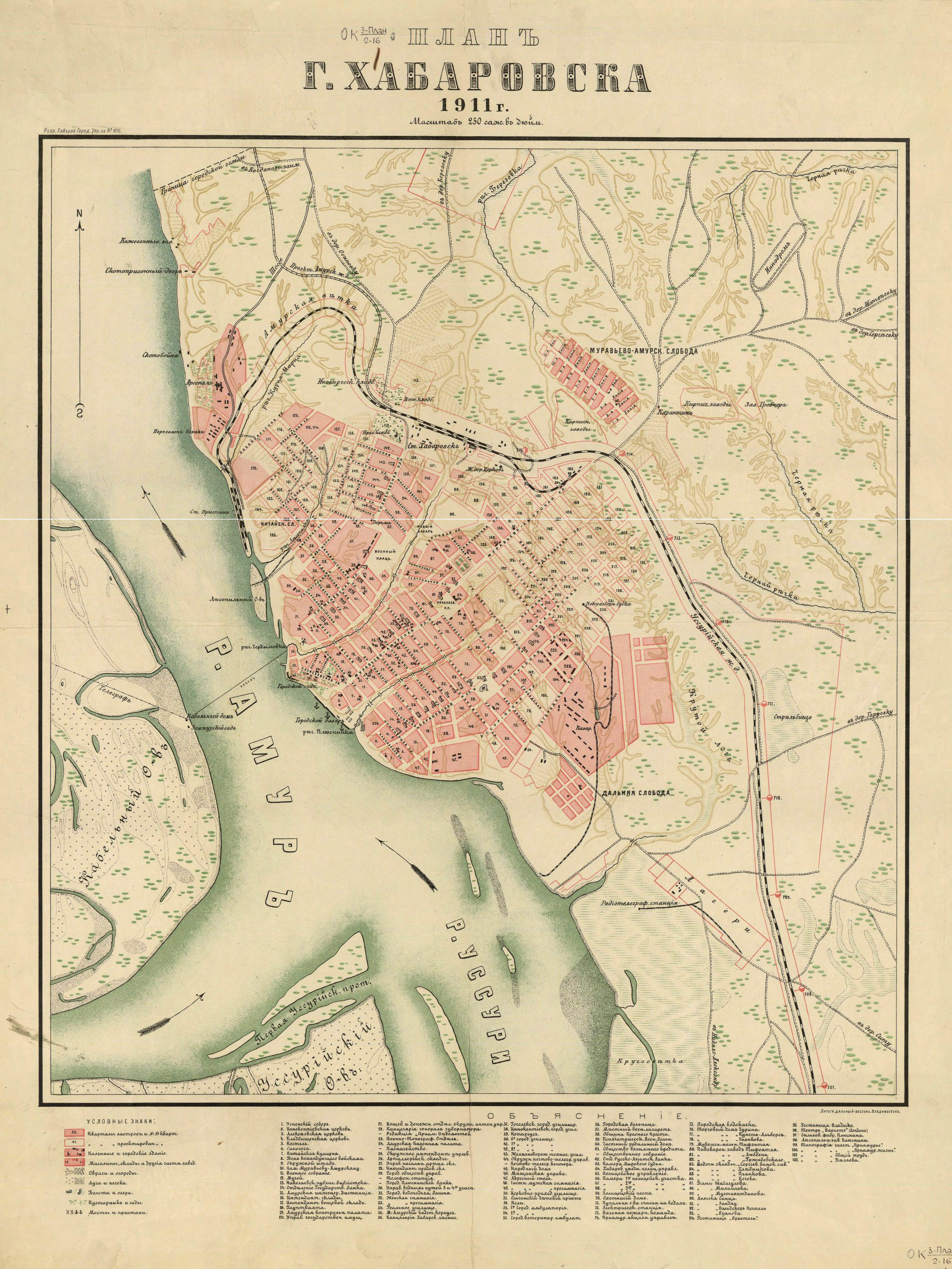
План Хабаровска, 1911 год

После Февральской революции с первых чисел марта 1917 года в России установилось двоевластие. Наряду с Петросоветом, представлявшим пролетариат и крестьянство, появился буржуазный орган власти — Временное правительство. Установлению двоевластия способствовала позиция эсеров и меньшевиков, имевших большинство мест в Петросовете. Двоевластие в центре страны привело к двоевластию на местах. В российских городах возникали Комитеты общественной безопасности, представлявшие Временное правительство, и Советы рабочих и солдатских депутатов.
Однако двоевластие на Дальнем Востоке не сложилось. Ведущие позиции в Комитетах общественной безопасности занимали эсеры и меньшевики. Они же получили подавляющее большинство в Советах, остальные депутаты которых были в основном беспартийные, как правило, сочувствующие правым социалистам.
В Хабаровске у здания городской Думы прошёл массовый митинг, на котором был избран комитет общественной безопасности. В Хабаровском Комитете общественной безопасности большинство мест принадлежало меньшевикам и эсерам. Однако возглавил Хабаровский комитет общественной безопасности большевик А. И. Малышев.
4 марта в Хабаровске впервые был избран Совет рабочих и солдатских депутатов.
5 марта комитет общественной безопасности арестовал полицмейстера Хабаровска Ф. Баринова, дальнейшая его судьба неизвестна. Также в марте комитет сверг генерал-губернатора Приамурского генерал-губернаторства Николая Гондатти и заключил его в тюрьму.
6 марта Временное правительство ликвидировало корпус жандармерии, а ещё спустя четыре дня упразднило и департамент полиции. Таким образом, и юридически, и фактически органы общей и политической полиции перестали существовать. Упразднённые должности и учреждения были заменены комиссарами Временного правительства.
После Февральской революции в период Временного правительства Приамурское генерал-губернаторство было упразднено. Территория стала называться Дальневосточным краем и управлялась комиссаром Временного Правительства по делам Дальнего Востока.
25 марта в Хабаровск прибыл комиссар Временного правительства по Дальнему Востоку — депутат IV Государственной Думы эсер А. Н. Русанов.
14 апреля Временное правительство выпустило специальное постановление о создании народной милиции на выборных началах по принципу: «От солдат столько же, сколько и от рабочих, а от рабочих столько же, сколько от местных жителей».
Осенью 1917 года прошли выборы в новые для Дальнего Востока органы — земства. Большинство в них получили преимущественно эсеры. Дальневосточные земства сразу стали претендовать на политическую власть. В их ведении находились не только вопросы повседневной жизни, но и органы правопорядка. Сразу же после выборов комитеты общественной безопасности были распущены и земства фактически стали новыми органами власти.

## Октябрьская революция, гражданская война (1917—1922)
19 (6) декабря 1917 года Хабаровск был захвачен красногвардейскими отрядами Хабаровского Дальсовнаркома, после чего в городе с 12 по 20 декабря состоялся 3-й съезд Советов Дальнего Востока, провозгласивший Советскую власть на всём Дальнем Востоке. Также был избран Дальневосточный краевой комитет Советов рабочих, солдатских и крестьянских депутатов и самоуправлений, председателем которого стал большевик А. М. Краснощёков.

Хабаровск после боёв с японцами 5 апреля 1920 года

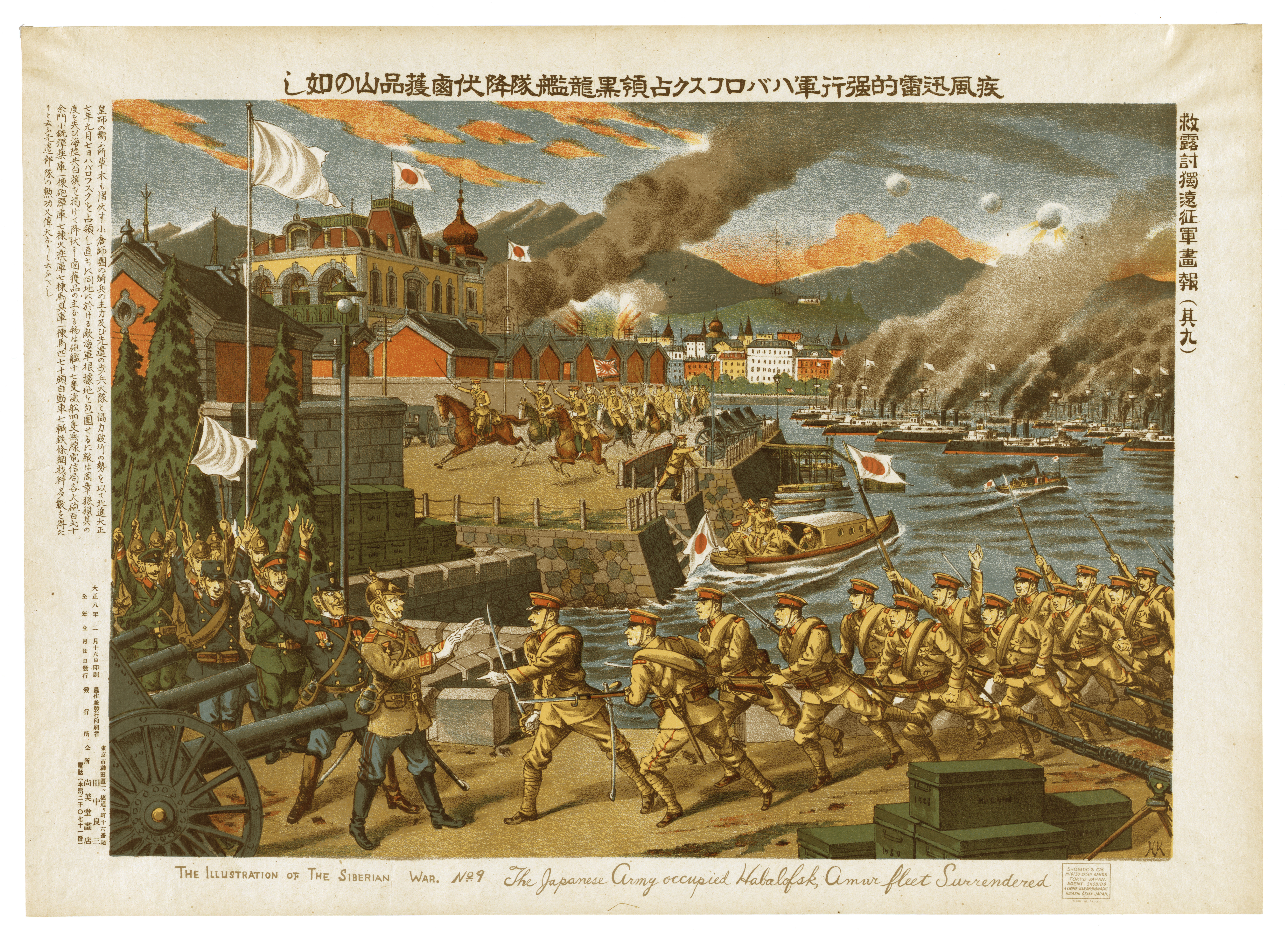
Японская литография, изображающая капитуляцию Хабаровска

В сентябре 1918 года под давлением наступления атамана Ивана Калмыкова и японских войск Дальсовнарком был эвакуирован из Хабаровска.
5 сентября 1918 года город перешёл в руки отряда белогвардейского атамана Ивана Калмыкова, объединённого с чешскими частями генерала Михаила Дитерихса и при поддержке 12-й японской дивизии. Части Калмыкова контролировали Транссиб от Никольска-Уссурийского до Хабаровска. Калмыков в своём правлении опирался на японцев и находился в конфликтных отношениях с командующим американскими экспедиционными силами генералом Уильямом Грейвсом, войска которого охраняли Транссиб на участке от Владивостока до Никольска-Уссурийского.
- 28 января 1919 года — восстание казачьих сотен против атамана Калмыкова. Подавлено, восставшие отправлены в американский фильтрационный лагерь на Красной речке[42].
- 10 мая 1919 года — офицеры и юнкера во главе с есаулом Эповым объявляют Калмыкова психически неполноценным. Их восстание подавлено на следующий день[43].
- 13 февраля 1920 года — после поражения Александра Колчака и эвакуации интервентов из Приморья атаман Калмыков уехал в Маньчжурию.
- 16 февраля 1920 года — в город вошли силы красных партизан[44].
- 11 марта 1920 года — Хабаровская городская дума признала власть Приморской областной земской управы[45].
- 5 апреля 1920 года — во время неожиданного выступления японской императорской армии Хабаровск стал ареной ожесточённых боёв между японцами и силами партизан[46].
- 22 августа 1920 года — Хабаровская городская дума провозгласила Хабаровский уезд независимой Хабаровской республикой. Республика ликвидирована на следующий день властями Дальневосточной республики[47].

Молодым защитникам Хабаровска, погибшим 19 декабря 1921 года при обороне города.
(памятник открыт в 1977, реконструирован в 2004)

- 21 декабря 1921 года — Хабаровск был занят войсками Приамурского Временного правительства под командованием генерала Викторина Молчанова, получившими наименование Повстанческой Белой армии. Затем они перешли к обороне[48].
- 5—14 февраля 1922 года в результате Волочаевского боя отряды Молчанова потерпели поражение и отступили в Приморье, а Хабаровск был занят отрядами народно-революционной армии Дальневосточной Республики под командованием Василия Блюхера[49].
- 14 ноября 1922 года — после ликвидации ДВР Хабаровск вошёл в состав Российской Советской Федеративной Социалистической Республики[50].

## Годы Советской власти (1922—1991)

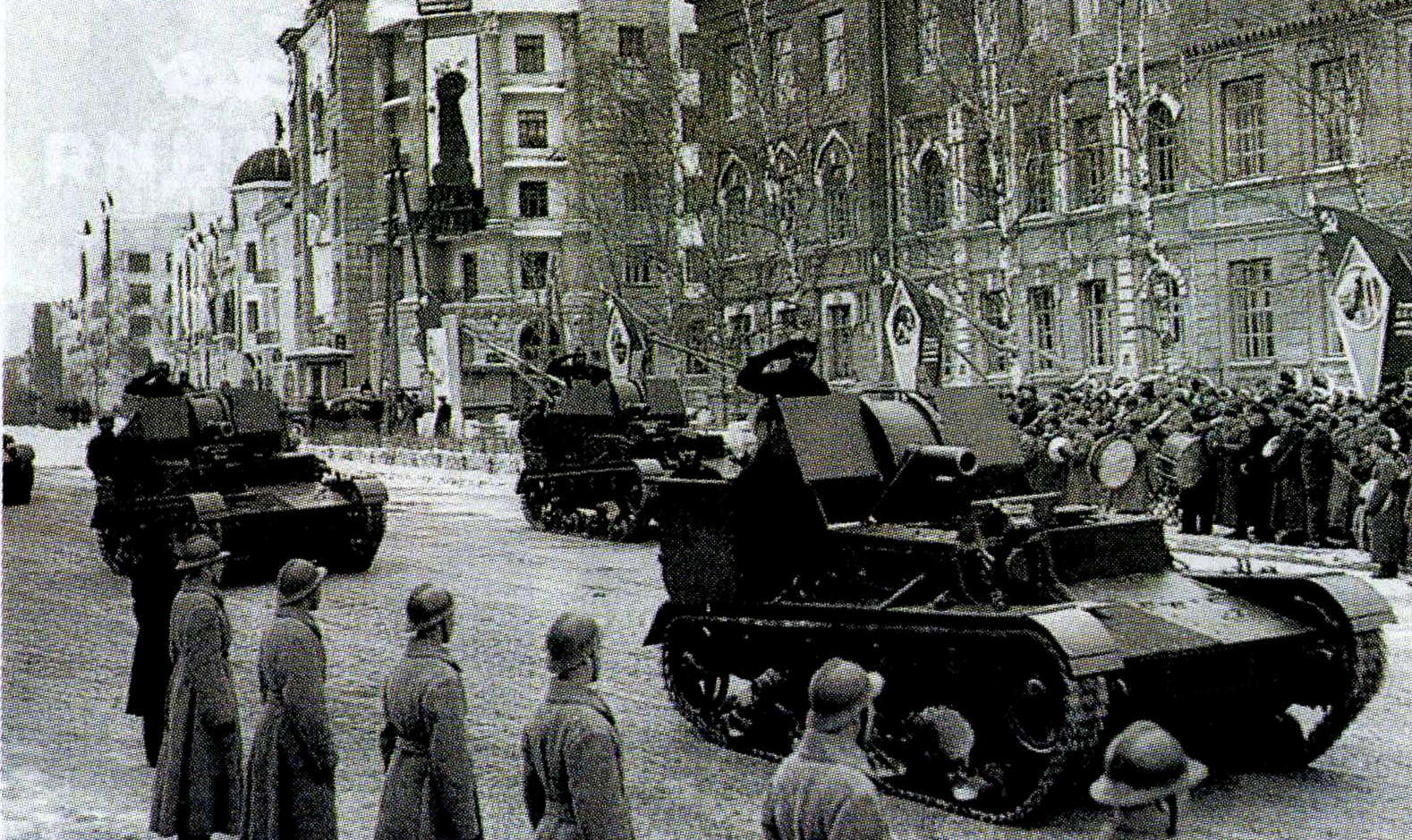
Военный парад в Хабаровске. 1936 год.

20 апреля 1923 года — торжественно открылся первый пленум постоянного Хабаровского городского Совета.
6 декабря 1923 года — в Хабаровск из Читы перенесён административный центр Дальнего Востока.
4 января 1926 года — образован Дальневосточный край с центром в Хабаровске; население города около 52 тыс. человек
22 декабря 1929 года — в городе был подписан Хабаровский протокол.
9 января 1930 года — лётчик М. В. Водопьянов проложил воздушную трассу Хабаровск — остров Сахалин. Этот день считался днём создания Дальневосточного гражданского воздушного флота.
18 мая 1930 года — Хабаровск выделен в самостоятельную административно-территориальную единицу.
3 августа 1931 года — в Хабаровске приземляется самолёт «Мисс Уидолл» (США), совершающий международный перелёт
18 августа 1932 года — заложен первый корпус Авторемонтного завода (позднее Завод им. Кагановича, «Дальэнергомаш»), в годы Великой Отечественной войны специализировавшегося на выпуске танков.

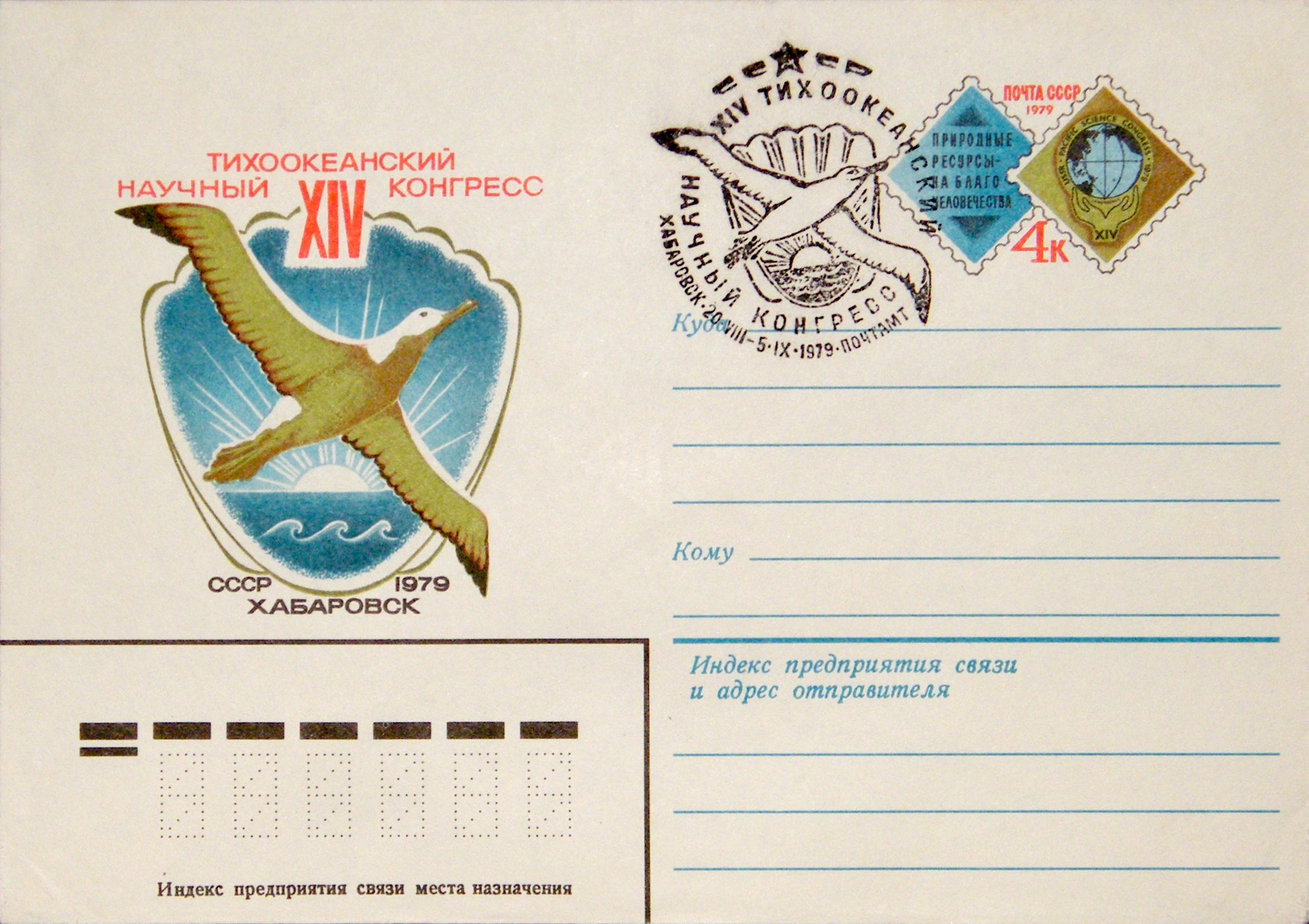
Конверт Министерства связи СССР с оригинальной почтовой маркой, посвящённый XIV Тихоокеанскому научному конгрессу

19 октября 1932 года — открыт первый Хабаровский аэродром (ныне территория 1-го микрорайона)
23 октября 1934 года — в Хабаровске учреждён Дальневосточный научно-исследовательский институт сельского хозяйства.
1934—1939 — административный центр Хабаровской области Дальневосточного края.
10 августа 1935 года — открыт Детский парк (в 1972 — 2005 годах носил имя Аркадия Гайдара)
15 сентября 1935 года — пуск в промышленную эксплуатацию первой очереди нефтеперерабатывающего завода.
21 мая — в Хабаровске созданы Индустриальный и Кировский районы.
8 сентября 1937 года — издан приказ наркома путей сообщения о создании в Хабаровске Хабаровского института инженеров железнодорожного транспорта.
14 сентября 1938 года — открылся Хабаровский педагогический институт (ныне Дальневосточный государственный гуманитарный университет (ДВГГУ).
20 октября 1938 года — присвоение статуса административного центра Хабаровского края
5 ноября 1938 года — дал первую продукцию Хабаровский химфармзавод.
15 августа 1940 — через станцию Волочаевка-2 Хабаровск соединён железной дорогой с Комсомольском-на-Амуре.

Монумент «Хабаровск — город воинской славы»

1941—1945 — Великая Отечественная война; 1945 — Советско-японская война
С июня 1940 года в Хабаровске было дислоцировано управление Дальневосточного фронта, с августа 1945 года — ставка Главного Командования советских войск на Дальнем Востоке (Маршал Советского Союза А. М. Василевский) и управление 1-го Дальневосточного фронта. В 1943 году в городе была открыта одна из 4 постоянных школ военной контрразведки Смерш (наряду с 1-й и 2-й Московскими школами и Ташкентской школой Смерш).
С 25 по 30 декабря 1949 года в Хабаровске в военном трибунале Приморского военного округа проходил судебный процесс по делу бывших военнослужащих японской Квантунской армии.
16 марта 1946 года — создан Хабаровский театр драмы.
В 1945—1947 годах в Хабаровске размещался штаб Забайкальско-Амурского военного округа, с мая 1947 года по 1956 год — Управление Главнокомандующего войсками Дальнего Востока (Маршал Советского Союза Р. Я. Малиновский).
1954 год — введена в строй Хабаровская ТЭЦ-1
14 февраля 1956 года — вступил в строй завод «Амуркабель».
5 ноября 1956 года — пущена первая очередь городского трамвая.
1960 год — начала работать Хабаровская телестудия.
24 октября 1964 года — Хабаровский судостроительный завод спустил на воду первую «Ракету», теплоход на подводных крыльях.
1 сентября 1967 года — открылся Хабаровский институт физкультуры (ныне Дальневосточная государственная академия физической культуры (ДВГАФК).
1 сентября 1968 года — открылся Хабаровский государственный институт искусств и культуры (ХГИИК).
14 января 1971 года — Хабаровск награждён орденом Октябрьской революции.
1975 год — пуск в эксплуатацию первой очереди городского троллейбуса.
1979 год — в Хабаровске работал XIV Тихоокеанский научный конгресс.

## Современный период

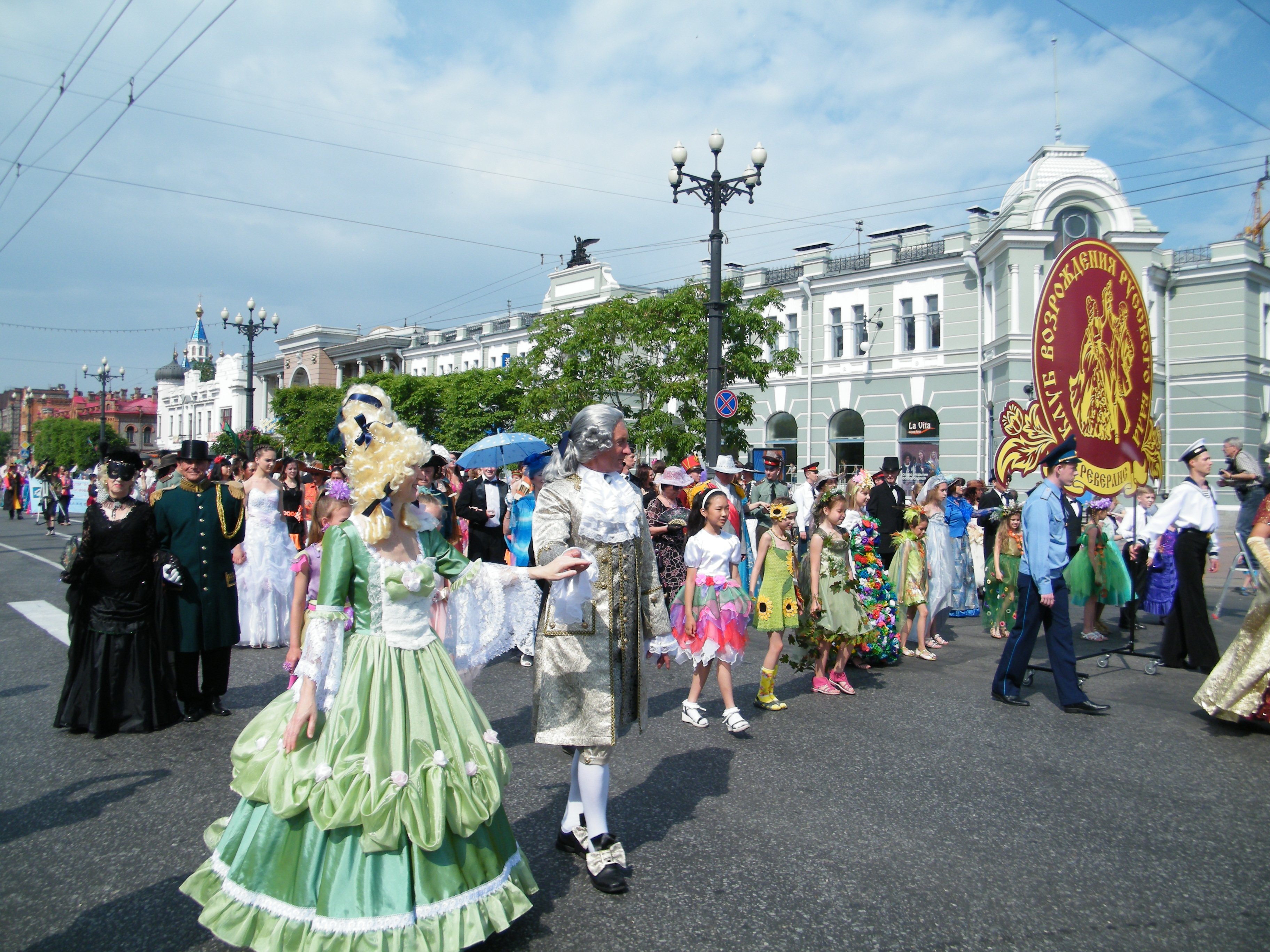
День города, праздничное шествие 2 июня 2012 года

В 1996 году в Хабаровске состоялись первые в истории выборы мэра города. На них одержал победу Павел Дмитриевич Филиппов, кандидатура которого была поддержана губернатором Виктором Ишаевым.
В 1998 году была закончена реконструкция центральной площади Хабаровска.
В мае 2000 года соответствии с указом президента России В. В. Путина в Российской Федерации были образованы федеральные округа. Хабаровск стал центром Дальневосточного федерального округа.
В 2006 году в соответствии с национальным проектом в сфере здравоохранения в Хабаровске началось строительство центра высоких медицинских технологий — центра сердечно-сосудистой хирургии.
В 2008 году был полностью отреставрирован железнодорожный вокзал. Также была реконструирована привокзальная площадь, на которой построены фонтаны и подземный переход.
В 2009 году с 21 по 22 мая в Хабаровске прошёл саммит Россия — ЕС.
В 2010 году на Большом казачьем круге Хабаровск был утверждён столицей Уссурийского казачьего войска.
3 ноября 2012 года Хабаровску было присвоено почётное звание «Город воинской славы».
В конце лета — начале осени 2013 года Хабаровск подвергся воздействию наводнения, ставшего сильнейшим за весь период наблюдения с 1897 года.
В 2020 году, после задержания и этапирования в Москву избранного губернатора Хабаровского края Сергея Фургала, в Хабаровске начались крупнейшие за всю историю города акции протеста в поддержку арестованного губернатора.
5 апреля 2024 года в Хабаровске было объявлено чрезвычайное положение. Вблизи опоры ЛЭП примерно в 2,5 километрах от жилых домов был зафиксирован повышенный уровень радиации. Источником радиации оказалась капсула с радиоактивным цезием.